# Titularerzbistum Pelusium dei Greco-Melkiti
Pelusium dei Greco-Melkiti (ital.: Pelusio dei Greco-Melkiti) ist ein Titularerzbistum der römisch-katholischen Kirche, das vom Papst an Bischöfe aus der mit Rom unierten Melkitischen Griechisch-Katholischen Kirche vergeben wird.
Es geht zurück auf ein früheres Erzbistum der antiken Stadt Pelusium in der römischen Provinz Aegyptus, Aegyptus Herculea bzw. in der Spätantike Augustamnica im östlichen Nildelta in Ägypten.
| Titularbischöfe von Pelusium dei Greco-Melkiti |                           |                                                                              |                 |                 |
| Nr.                                            | Name                      | Amt                                                                          | von             | bis             |
| 1                                              | Pierre Kamel Medawar SMSP | Weihbischof in Antiochien (Syrien)                                           | 13. März 1943   | 27. April 1985  |
| 2                                              | Isidore Battikha BA       | Weihbischof in Damaskus (Syrien)                                             | 25. August 1992 | 9. Februar 2006 |
| 3                                              | Georges Michel Bakar      | Apostolischer Vikar von Jerusalem (Israel/Palästinensische Autonomiegebiete) | 9. Februar 2006 |                 |